# Hydrangea coenobialis
Hydrangea coenobialis är en hortensiaväxtart som beskrevs av Woon Young Chun. Hydrangea coenobialis ingår i släktet hortensior, och familjen hortensiaväxter. Inga underarter finns listade i Catalogue of Life.